# Truncatoflabellum incrustatum
Truncatoflabellum incrustatum is een rifkoralensoort uit de familie van de Flabellidae. De wetenschappelijke naam van de soort is voor het eerst geldig gepubliceerd in 1989 door Cairns.